# Socovesa
Socovesa est une entreprise chilienne fondée en 1967, et faisant partie de l'IPSA, le principal indice boursier de la bourse de Santiago du Chili. L'entreprise, spécialisée dans l'immobilier la construction, développe des projets immobiliers entre autres pour particuliers, magasins, centres commerciaux, bureaux.